# Morti nel 1057
| Questa pagina contiene informazioni ricavate automaticamente dalle voci biografiche con l'ausilio del template Bio e di un bot. L'aggiornamento è periodico e automatico e ricostruisce completamente la pagina. Se manca una persona in questa lista, sei pregato di non aggiungerla, ma accertati piuttosto che la sua voce biografica contenga il template Bio e che i dati anagrafici siano correttamente compilati. Se il template Bio manca, inseriscilo tu stesso o, in alternativa, metti l'avviso {{tmp\|Bio}} che ne segnala la mancanza. Se i dati riportati sono sbagliati, correggi direttamente la voce biografica; le modifiche saranno visibili in questa lista entro pochi giorni. Per chiarimenti vedi il progetto biografie. La lista contiene solo le 22 persone che sono citate nell'enciclopedia e per le quali è stato implementato correttamente il template Bio. Pagina aggiornata al 18 mag 2025. |

- 19 gennaio - Oddone di Savoia, conte
- 26 gennaio - Lesceline de Turqueville, contessa francese (n. 986)
- 28 luglio - Papa Vittore II, papa e vescovo cattolico tedesco
- 15 agosto - Macbeth di Scozia, nobile e militare scozzese (n. 1005)
- 31 agosto - Cunegonda di Altdorf (n. 1020)
- 31 agosto - Leofrico di Coventry, nobile anglosassone (n. 968)
- 3 settembre - Rinaldo I di Borgogna, conte
- 20 settembre - Ambrogio II, vescovo italiano
- 28 settembre - Ottone III di Svevia, nobile tedesco
- 7 novembre - Lotario Udo I della marca del Nord, nobile tedesco
- 21 dicembre - Ralf di Mantes, nobile e ammiraglio anglosassone
- Adalberone di Bamberga, vescovo cattolico tedesco
- Bruno II di Frisia, nobile tedesco (n. 1024)
- Ermengarda di Moriana, nobile franca
- Giovanni VII bar Targal, vescovo cristiano orientale siro
- Heca, vescovo cattolico inglese
- Jōchō, scultore giapponese
- Ostromir, nobile russo
- Rado, nobile ungherese
- Umfredo d'Altavilla, condottiero e cavaliere medievale normanno
- Pandolfo VI di Capua, principe
- Edoardo l'Esiliato, nobile inglese (n. 1016)